# Brimah Razak
Brimah Razak (22 de juliol de 1987, Accra, Ghana) és un futbolista de nacionalitat ghanesa que juga al Córdoba CF. És un porter amb una planta física imponent, amb 1,89 metres d'altura i 87 kg de pes. És un porter molt complet, ja que malgrat la seva espectacular corpulència no és lent de moviments i la seva gran envergadura fa que sigui una assegurança en les jugades per alt, en les quals s'imposa en la majoria de les vegades. Sota pals és un porter amb molt bona agilitat i dotat d'uns reflexos molt bons.

## Trajectòria esportiva
Malgrat la seva joventut Razak ja té un curriculum esportiu bastant format i ha militat en diversos països. Va partir des de la seva Ghana natal amb tot just 17 anys per incorporar-se als escalafons inferiors del Wolfsburg alemany, més concretament al seu equip juvenil, des del qual va posar rumb a la segona divisió portuguesa per enrolar-se en les files del Grupo Desportivo de Chaves la temporada 2006-2007 i del Funchal de Madeira en l'exercici següent en els quals ja va estar cedit pel Polideportivo Ejido. Posteriorment va arribar al Polideportivo Ejido, que milita en Segona B, aquesta vegada per jugar en el primer equip. L'estiu del 2009 arribà al filial del Reial Betis en qualitat de cedit durant dues temporades i amb una opció de compra per part del club bètic. En 2010 alterna el filial del Reial Betis amb el primer equip.